# Mariella Simoni
Mariella Simoni (* 1948 in Desenzano del Garda am Gardasee) ist eine italienische bildende Künstlerin, die in Paris lebt. Sie malt mit Öl auf Leinwand und entwickelt Installationen, bei denen sie Marmor, Glas und Seide verwendet.

## Leben
Mariella Simoni studierte zunächst Philosophie und Kunstgeschichte an der Universität Parma. Während eines Londonaufenthalts, finanziert durch ein Stipendium von Giulio Carlo Argan, wurde ihre künstlerische Entwicklung durch das dort ausgestellte Werk des amerikanischen Malers Mark Rothko beeinflusst. In Mailand setzte sie ihre Studien der Philosophie, Psychoanalyse und Psychologie fort. 
Ab 1975 stellte Simoni ihre Werke regelmäßig aus, zunächst in Galerien in Brescia und Mailand. Sie knüpfte Kontakte zu anderen italienischen Künstlern wie Marisa Merz, Mario Merz, Pier Paolo Calzolari und Luciano Fabro.
1977 ging Simoni nach Paris, wo sie Seminare von Jacques Lacan besuchte. Im gleichen Jahr reiste sie erstmals nach Griechenland und kehrte später mehrmals dorthin zurück. Zu dem Kreis der ihr nahe stehenden griechischen Künstler gehörten Nicos Baikas, George Hadjimichalis und Apostolos Georgiou. 1980 zeigte sie in Athen einige Arbeiten in der Galerie von Karen und Jean Bernier. Die Begleit-Texte zur Ausstellung trug der Kunsthistoriker Denys Zacharopoulos bei, woraus sich eine langjährige Zusammenarbeit mit Simoni entwickelte. Unter anderem war er 1992 Co-Kurator bei der documenta IX, an der Simoni teilnahm, und kuratierte 2011 ihre Einzelausstellung im Museum Alex Mylona in Thessaloniki.
In den 1980er Jahren stellte Simoni mehrmals in der Galerie Peter Pakesch in Wien aus. Neben Otto Zitko und Herbert Brandl stand sie in Kontakt zu dem österreichischen Künstler Franz West. Von Paris zog Simoni Ende der 1980er nach Gent, zwischenzeitlich lebte sie in San Casciano dei Bagni und New York und schließlich wieder in Norditalien.

## Ausstellungen (Auswahl)
- 1992 documenta IX, Kassel
- 1998 Belltable Arts Centre, Limerick, Irland
- 2000 Stedelijk Museum voor Actuele Kunst, Gent, Belgien
- 2006 The 1980s – A Topology, Museu de Arte Contemporânea, Porto, Portugal
- 2011 Mariella Simoni „silk of the plant, silk of the stone“, Museum Alex Mylona - Macedonian Museum of Contemporary Art, Thessaloniki
- 2013 „Franz West: The Viennese Friend“, Macedonian Museum of Contemporary Art, Thessaloniki, Griechenland[5]